# Desalojo

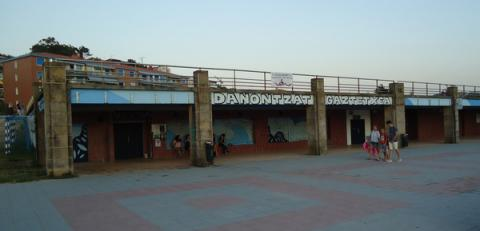
Danontzat Gaztetxea en Plencia, recientemente desalojado por su Alcaldesa

El desalojo, desalojamiento o lanzamiento es el acto mediante el cual se despoja a una persona de la posesión material de un inmueble por orden de la autoridad gubernativa o judicial, en ejecución de una resolución que declare el desahucio del arrendatario o del poseedor precario o como presupuesto previo a la entrega de la posesión al nuevo adquiriente en procesos de enajenación forzosa de bienes inmuebles o de expropiación en favor de la administración pública.

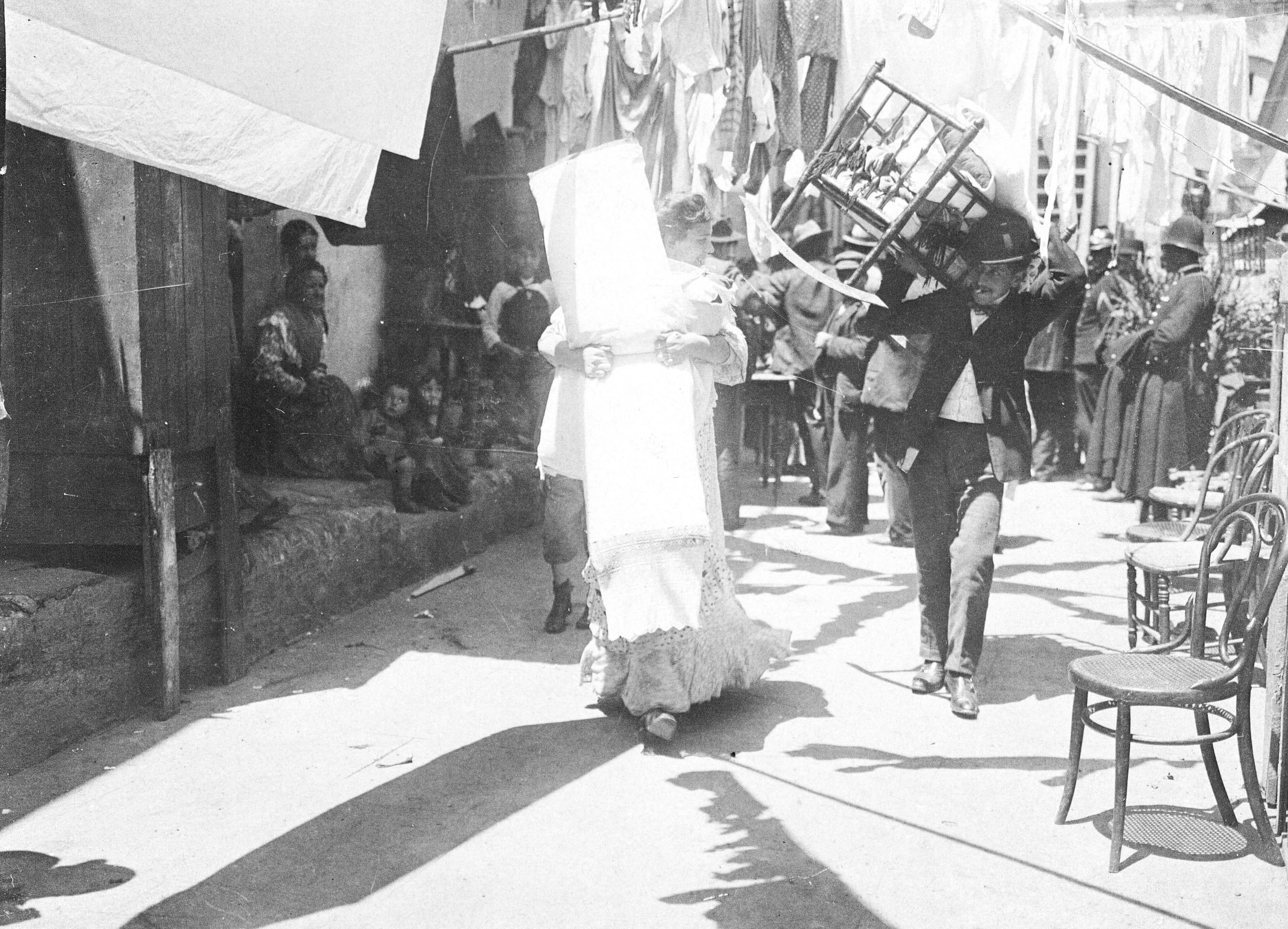
Un desalojo en Buenos Aires en 1910

## Desalojo en España
En el Derecho español, el desalojo o lanzamiento se ejecuta mediante mandato judicial, habitualmente con la intervención de una comisión judicial compuesta por uno o varios funcionarios, que materializan y documentan la Diligencia, con el apoyo de la fuerza pública y, en su caso, de un cerrajero.
Tras la ejecución del lanzamiento, corresponde al propietario cambiar las cerraduras de la vivienda con el fin de asegurar el inmueble y prevenir accesos no autorizados. El coste inicial de este servicio recae sobre el propietario, si bien puede reclamarse posteriormente al ocupante desalojado como gasto derivado del procedimiento. Se recomienda realizar el cambio de cerraduras de forma inmediata, a través de un profesional, y documentar el proceso (facturas, fotografías, estado previo y posterior) para respaldar eventuales reclamaciones. El cambio de cerraduras sin autorización judicial previa puede considerarse un delito de coacciones, penado con entre seis meses y tres años de prisión, multas económicas y, en algunos casos, la obligación de restituir la posesión al ocupante. Existen precedentes en los que se han impuesto sanciones de varios miles de euros y se ha ordenado la reinstalación del inquilino.

## Desalojo en Colombia
La figura del desalojo o lanzamiento para amparar la tenencia de predios urbanos y rurales, sin o con explotación económica, está regulada por el artículo 15 de la ley 57 de 1905, Decreto 992 de 1930 y Decreto 947 de 1992 (Ley 200 de 1936 y Decreto 1355 de 1970). La normativa para predios urbanos y rurales sin explotación económica fue estudiada por la Corte Constitucional en Sentencia C-241 de 2010, declarándose inhibida para realizar juicio de mérito por considerar subrogada la ley 57/05 por el Decreto 1355/70. Implicaciones de la sentencia C-241-2010

## Desalojo en Uruguay
En Uruguay, el desalojo es un procedimiento legal destinado a recuperar la posesión de una propiedad en casos de ocupación ilegal o incumplimiento de contrato de arrendamiento. La legislación uruguaya, incluyendo el Decreto-Ley 14219, la Ley 8153 (régimen de libre contratación) y la Ley 19889, conocida como Ley de Urgente Consideración (LUC), establece procedimientos específicos para los desalojos. Estos procedimientos varían dependiendo de la naturaleza del desalojo, ya sea por ocupación ilegal o por incumplimiento de contrato.